# Шадринцево
Шадринцево — село в Тальменском районе Алтайского края. Административный центр Шадринцевского сельсовета.

## География
Стоит на реке Осиновка.

## История
Основано в 1710-х годах, потомками Степана Шадринца (ок.1640 г.р.) русского первопроходца в Сибири.
В 1928 году состояло из 303 хозяйств. В административном отношении являлось центром Шадринцевского сельсовета Тальменского района Барнаульского округа Сибирского края.

## Население
| 1926 | 1997 | 1998 | 1999 | 2000 | 2001 | 2002 | 2003 | 2004 | 2005 |
| ---- | ---- | ---- | ---- | ---- | ---- | ---- | ---- | ---- | ---- |
| 1445 | ↘816 | →816 | ↘781 | ↗788 | ↗795 | ↘776 | ↘713 | ↗728 | ↘672 |
| 2006 | 2007 | 2008 | 2009 | 2010 | 2011 | 2012 | 2013 |      |      |
| ↘671 | ↗688 | ↘682 | ↘666 | ↘623 | ↘618 | ↘607 | ↘602 |      |      |

Национальный состав
В 1928 году основное население — русские.
Согласно результатам переписи 2002 года, в национальной структуре населения русские составляли 82 %.

## Инфраструктура
Основа экономики — сельское хозяйство.

## Транспорт
Через село проходит автомобильная дорога регионального значения «Тальменка — Залесово» (идентификационный номер 01 ОП РЗ 01К-52).